# Abdeslam Radi
Pour l’article homonyme, voir Abdelwahed Radi.
Abdeslam Radi (ou Ghadi, né le 28 février 1929 à Tahar Souk,dans l'actuelle province de Taounate, et mort le 4 octobre 2000 à Fès) est un athlète marocain spécialiste des courses de fond. Il est le premier médaillé olympique marocain.
Dans la presse française, il est souvent orthographié Rhadi.

## Biographie
Abdeslam Radi est originaire de Mernissa-Taounate ; il est décédé à Fès à l'âge de 77 ans[réf. nécessaire]. 
Il est devenu le premier médaillé olympique marocain en remportant une médaille d'argent au Marathon des Jeux olympiques de Rome en 1960, derrière la vedette éthiopienne Abebe Bikila. Lors de cette course, il accompagna Bikila jusqu'à 500 mètres de l'arrivée avant d'être distancé, l'entraîneur du vainqueur signalant que la participation du Marocain à l'épreuve du 10000 mètres quelques jours plus tôt avait rendu la tâche plus aisée à son athlète. Les États-Unis l'invitent aux Jeux olympiques de Los Angeles en 1984 pour y assister en tant qu'invité d'honneur. 
Il a remporté un titre mondial du cross des Nations, devenu depuis 1973 les championnats du monde de cross-country, à Hamilton park en Écosse en 1960.
Abdeselam Radi, père de trois enfants issus de son mariage avec une marocaine, vécut une grande partie de sa vie à Dijon (France) d'abord au 5e Régiment de Tirailleurs Marocains et au 25e Régiment d'Infanterie, puis comme salarié dans le privé, et enfin comme retraité.